# Herning-Viborg-banen
Herning-Viborg banen var jernbanestrækningen mellem Herning og Viborg. Den blev også kaldt Alhedebanen, fordi dens midterste halvdel gik hen over den flade, træløse Alhede.

## Historie

### Forhistorien
Det var givet, at banen skulle være en statsbane, fordi det ville være umuligt at rejse kapital til en privatbane i det fattige, tyndt befolkede område. Men banen skulle også være en transitbane, der gav en mere direkte forbindelse mellem Himmerlandsbanerne og Esbjerg via Herning-Skjern. Faktisk kom transittrafikken til at spille en stor rolle i hele banens levetid.
DSB var skeptisk overfor projektet, fordi transittrafikken ville gå fra DSB's andre strækninger og fordi banen næppe ville blive rentabel med det tynde befolkningsgrundlag. Men 27. april 1900 vedtog Rigsdagen at anlægge banen. Der gik dog nogle år, inden man også fandt penge til den på Finansloven.
Størstedelen af strækningen – fra Herning til Skelhøje – gik gennem fladt terræn, hvor anlægget var uproblematisk, men fra Skelhøje var der en højdeforskel på 45 m ned til Víborg, så der måtte banen slynge sig i gennemskæringer og på dæmninger.

### 1906 – 1939
Banen blev indviet 25. juni 1906 af statsminister J.C. Christensen. Dagen efter begyndte den offentlige kørsel med tre daglige afgange i hver retning. Før togforbindelsen kom, tog rejsen op til 14 timer. Banen var uindhegnet, hvilket var usædvanligt for en statsbane.
Banen blev også etableret for at opdyrke og befolke den midtjyske hede. Flere af stationerne blev anlagt på bar mark for at skabe nye samfund. Byerne Ilskov, Frederiks og Skelhøje starter deres historie i 1906.
Godstransporten fik en stor rolle, og godsmængderne steg hurtigt: Mergel blev kørt fra mergellejet i Kølsen på Viborg-Aalestrup banen til de store hedeområder, der skulle opdyrkes. Denne trafik kulminerede i 1920'erne og ebbede ud i 1930'erne, men det blev til omkring 120.000 vognladninger.
Da banen startede, bestod dyreholdet på heden næsten kun af får, men der opstod mange driftige landbrug, der udnyttede muligheden for nem afsætning af kvæg og svin. Banens mest kuriøse transport fandt sted i 1913, da 400 rensdyr, der skulle til renparken ved Kongenshus Mindepark, ankom fra Lapland til Frederiks Station.
Under 1. verdenskrig afgik der godstog lastet med lyng til Tyskland og lyngtørv til hele landet, primært fra Karup Station. Nogle dage afgik 150 togvogne, og én togstamme kunne bestå af 30 vogne. I 1918 blev der produceret og transporteret 27 millioner tørv.
I 1917 oprettede Staten en af sine to krigsfangelejre ved Hald Ege. De første fanger måtte selv gå fra Viborg Station. Senere blev nogle sat af toget på fri bane ved Hald Ege, mens de, der lå på båre, blev sat af på Bækkelund Station og kørt i vogn det sidste stykke. Hjemtransporterne foregik i store tog med udenlandske vogne og op til 480 personer. Lejren blev afviklet i slutningen af 1920.
I mange år fortsatte nogle af togene fra Viborg til Aalestrup. Nogle år i 1920'erne var der en gennemgående vogn Viborg-Herning-Fredericia og retur.

### 1940 – 1971
Under Besættelsen blev banen igen anvendt til transport af tørv og brunkul. I 1940 byggede tyskerne et 10 km langt sidespor fra Kølvrågaard mod vest. Ved gården anlagde de Grove trinbræt. Der ankom mange lange togstammer med sten, cement og andre byggematerialer til det store projekt Fliegerhorst Grove. Senere ankom godstog med flybrændstof og ammunition til flyvestationen. Da krigen var afsluttet, blev den tyske flyveplads til Flyvestation Karup. Flyvevåbnet rykkede ind og benyttede længe sidesporet til kørsel af flybrændstof til flyvestationen.
Da byen Kølvrå i 1950'erne voksede op ved siden af flyvestationen, skiftede Grove trinbræt navn til Kølvrå Station. Den fik ny stationsbygning i 1956 og blev hurtigt den mest benyttede station på banen med flere passagerer end alle de andre tilsammen pga. de mange værnepligtige og ansatte på flyvestationen. Til denne målgruppe indførtes iltog, der kun standsede i Karup, Kølvrå og Gedhus. Fra 1964 havde fredagsiltoget en gennemgående vogn, der blev kørt videre med et andet iltog til Vejle, hvor der var forbindelse med et eksprestog til København.
Op igennem 1960'erne øgedes privatbilismen, og antallet af passagerer i togene faldt. I takt med det blev toggangen indskrænket mere og mere, så der i 1966 kørte færre tog dagligt end ved banens start. Efter revision af alle DSBs jernbanelinjer blev al passagertrafik på banen lukket i 1971.

## Konebanen
Banen fik øgenavnet "Konebanen", fordi DSB her afprøvede et nyt, billigt sidebanekoncept: i stedet for stationsmestre skulle kvindelige "ekspeditricer" løse opgaverne. Kvinderne var oftest de lokale baneformænds koner og fik mindre i løn end mændene. Dette koncept havde været i brug på privatbanerne i flere år, men det var nyt i DSB, hvor man kun havde haft kvinder ansat som kontorister og telegrafister eller som ledvogtersker, der også varetog billetsalg ved de overkørsler, hvor der var billetsalgssted.
Konerne tog sig af godsbehandling, billetsalg og rengøring, men havde efter få måneders instruktion også sikkerhedsmæssige opgaver: de skulle stille signaler for togene efter at have overbevist sig om, at sporet på stationen var frit, de skulle af- og tilbagemelde togene til nabostationerne og de skulle foretage linjeringning til ledvogterne. Men hvis tog skulle krydse hinanden eller der skulle rangeres med godsvogne på en konestation, så overtog togføreren ledelsen. Kun han måtte stille sporskifter.
Når der ikke var en stationsmester, er det måske logisk, at det heller ikke hed en station. Bortset fra billetsalgsstedet Nybo blev de øvrige 6 oprindelige standsningssteder betegnet som holdepladser. Det gjaldt også krydsningsstationen Karup, der som den eneste havde en mandlig stationsmester fra begyndelsen. Han varetog sikkerhedstjenesten sammen med stationerne i Herning og Viborg.
Da trafikken oversteg alle forventninger, kom der mere hårdt fysisk arbejde. Det var også upraktisk for DSB at operere med forskellige sikkerhedskoncepter. Så i perioden 1909-20 blev ekspeditricerne udskiftet med mænd, stadig ikke rigtige stationsmestre, men "stationsmesterprøvede overportører".
I 1922 holdt DSB op med at bruge begrebet "holdeplads", og de blev til "stationer af laveste lønningsklasse" – uden at der var sket nogen fysisk opgradering, da de alle fra starten var udstyrede som stationer med bl.a. omløbsspor eller sidespor, der var lange nok til at kunne bruges ved togkrydsninger.

## Strækningsdata
- Åbnet: 25. juni 1906
- Længde: 47,8 km
- Enkeltsporet
- Sporvidde: 1.435 mm
- Skinnevægt: 22,5 kg/m – 1929-30 udskiftet med kraftigere skinner på 37 kg/m
- Største akseltryk: 16 t
- Nedlagt: Persontrafik ophørte 23. maj 1971, godstrafik fortsatte til 28. maj 1972, mellem Karup og Herning helt til 22. maj 1977.

## Standsningssteder
- Herning Station (Hr) i km 0,0 – forbindelse med Skanderborg-Skjern-banen og Vejle-Holstebro-banen.
- Nybo billetsalgssted (Nb) i km 5,9. Trinbræt fra 1. marts 1962, nedlagt 26. maj 1963.
- Sunds holdeplads (Un) i km 8,9. Ekspeditrice til 1920, station fra 1922, trinbræt fra 7. september 1959.
- Nørremark trinbræt (Nøt) i km 11,6 fra 17. januar 1929 til 1955.
- Ilskov holdeplads (Iv) i km 15,0. Ekspeditrice til 1915, station fra 1922, trinbræt fra 1. december 1970.
- Gedhus trinbræt og sidespor (Ghs) i km 19,8. Sidespor til mergelkørsel fra 30. juli 1921. Trinbræt oprettet 20. januar 1926.
- Grove sidespor i km 21,5 fra 12. juli 1940, personførende særtog for Værnemagten fra 3. maj 1941.
- Grove trinbræt (Got) i km 22,1 fra 16. juni 1941, ændrede navn til Kølvrå station 23. maj 1954. Ny ekspeditionsbygning blev taget i brug 20. januar 1956, men der blev ikke anlagt sidespor.
- Karup holdeplads (Kp) i km 24,3. Station fra 1922.
- Frederiks holdeplads (Fe) i km 30,5. Ekspeditrice til 1909, station fra 1922.
- Skelhøje holdeplads (Sh) i km 34,5. Ekspeditrice til 1909, station fra 1922.
- Stanghede mergelspor i km 38,2 1912-47.
- Bækkelund holdeplads (Bæ) i km 40,2. Ekspeditrice til 1918, station fra 1922, entreprisestation 1939, trinbræt 1. oktober 1949 og helt nedlagt 26. maj 1963. Perronen blev bevaret i nogle år og benyttet til udflugtstog. Sidesporet blev taget op i 1965. Bækkelund havde banens største og flotteste stationsbygning, dels pga. naboskabet med Hald Hovedgård, dels fordi den var udflugtsmål fra Viborg.
- Kuranstalten trinbræt (Krt) i km 42,2 fra 12. juni 1930, fik læskur 18. december 1932 og skiftede navn til Hald Ege trinbræt 22. maj 1966.
- Viborg Station (Vg) i km 47,8 – forbindelse med Langå-Struer-banen, Viborg-Aalestrup og Mariager-Faarup-Viborg Jernbane.

### Bevarede stationsbygninger
Bygningerne på de oprindelige 7 standsningssteder er tegnet af DSBs overarkitekt Heinrich Wenck. De er revet ned i Sunds og Skelhøje.
- Nybo: Nybo 14
- Ilskov: Ilskov Hovedgade 39
- Kølvrå: Stationspladsen 1
- Karup: Ved Banen 5
- Frederiks: Jernbanegade 8
- Bækkelund: Herningvej 4

## Strækninger hvor banetracéet er bevaret
Efter at banen officielt var nedlagt 22. maj 1977, blev alle skinnerne fjernet i løbet af det følgende år. Karup Kommune besluttede, at den del af ruten, der gik igennem dens område, skulle anlægges med belægningssten. Arbejdet med det var støttet af staten og var færdigt i 1992. I 1995 var hele den gamle jernbanesti imellem Herning og Viborg enten belagt med sten eller asfalt, og trafikminister Jan Trøjborg indviede Alhedestien, der har betegnelsen Regional cykelrute 21. Det sammenhængende stisystem mellem Herning og Viborg er på 49 km, hvoraf 45 km er på banetracéet. Her er jernbanens kilometersten for hver 200 m retableret og anvendes til angivelse af frakørsler. Km-stenene ophører ved 45,8 km.
- Alhedestien krydser Storå syd for Sunds
- Alhedestien krydser Ikastvej i Ilskov
- Gedhus trinbræt med perronkant
- Alhedestien krydser Karup Å sydvest for Karup
- Alhedestien ved Frederiks, set mod Karup.
- Tidligere stationsterræn i Skelhøje
- Alhedestien passerer Stanghede trinbræt
- Alhedestien går over Mariagerbanen i Viborg